# Нарышкины
Нарышкины — русский древний дворянский и боярский род, к которому принадлежала мать Петра I — Наталья Кирилловна. До её брака с Алексеем Михайловичем род рассматривался, как мелкопоместный и высоких должностей не занимал. Высокий дворянский статус род получил с пожалования отца Натальи Кириловны, Кирилла Полиектовича, в боярское сословие.
При подаче документов (1686—1688) для внесения рода в Бархатную книгу была предоставлена родословная роспись Нарышкиных.
Род внесён в VI часть родословных книг Московской, Орловской, С.-Петербургской, Калужской и Нижегородской губерний.
В петровское время Нарышкиным принадлежали на территории современной Москвы многочисленные имения, включая Фили, Кунцево, Свиблово, Братцево, Черкизово, Петровское и Троице-Лыково. Их усыпальницей служил Высоко-Петровский монастырь.
Имя Нарышкиных сохранилось в названии архитектурного направления «нарышкинское барокко». Это связано с тем, что в этом стиле строились храмы в усадьбах родственников Петра I по матери.

## Версии происхождения
В XVII веке враги Нарышкиных, поддержанные позднее П. В. Долгоруковым, считали фамилию производной от слова «ярыжка», то есть мелкий служитель в полиции того времени или домашний прислужник. Не возражал против такой этимологии и Б. Г. Унбегаун.
Известный тюрколог Н. А. Баскаков относит прозвание Нарышко (Нурышка) к этимологии имени собственного и имеет два обозначения: арабское — «луч, свет» и тюркское (о человеке) — «мужественный, храбрый».
Происхождение рода весьма туманно. Считается, что благородное происхождение Нарышкиных — от германского племени наристов (норисков; нем. Norisken), упоминаемого Тацитом в трактате о германцах, было сочинено после брака Натальи Кирилловны с царём (1671). Поскольку на землях этого племени был основан город Эгер с императорским дворцом, Нарышкины приняли герб этого города, как фамильный.
Более правдоподобна версия, внесённая в Бархатную книгу, что родоначальником Нарышкиных был крымский татарин Мордка Кубрат по прозвищу Нарыш или Нарышко, выехавший в Москву около 1465 и был при великом князе Иване III Васильевиче окольничим.. Согласно официальной родословной его внук Исаак первым носил фамилию Нарышкин.

## История рода
Первые известные по документам Нарышкины — погибший в Казанском походе (1552) Иван Иванович и Борис Иванович, голова и воевода в походе 1575 года, погиб под Соколом.

Нарышкины возвысились в 1671 году после брака царя Алексея Михайловича с Натальей, дочерью Кирилла Полуектовича Нарышкина. Выбор на Наталью пал благодаря её свойству с царским советником А. С. Матвеевым. Отец царицы, трое из её братьев и четверо более отдалённых родственников были возведены в боярский сан; двое из них, бояре Иван Кириллович и Афанасий Кириллович, убиты во время стрелецкого бунта в 1682 году. 

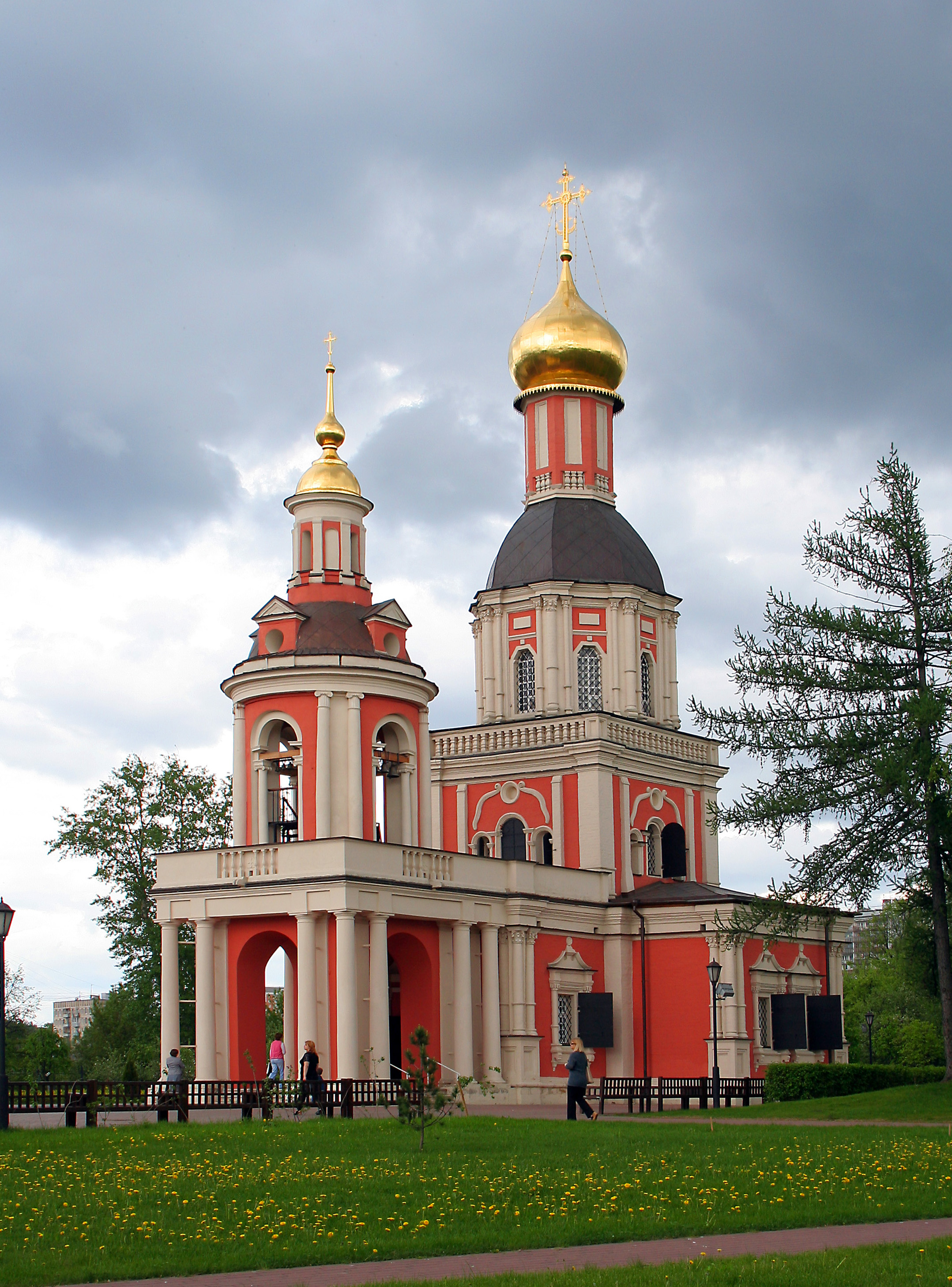
Пример нарышкинского стиля — церковь в имении К. А. Нарышкина

К старшей линии Нарышкиных, происшедшей от брата царицы Наталии, боярина Льва Кирилловича, принадлежали любимый Екатериной II потешник Лев Нарышкин, его сын Дмитрий Львович и внук Эммануил Дмитриевич (рождённый, возможно, от связи его матери с Александром I). Представители этой линии (традиционно носившие имена «Кирилл», «Александр» и «Лев») не достигали высших степеней ни по военной, ни по гражданской службе, но в императорском дворце считались людьми домашними.
В продолжение XVIII века колоссальное состояние Нарышкиных было растрачено. Только по случаю брака Екатерины Ивановны Нарышкиной с Кириллом Григорьевичем Разумовским было дано приданое в 44 тысячи душ. Этот брак включил Разумовских в число богатейших людей России. Также немалое приданое было дано за двоюродными сёстрами Петра I по случаю их браков с государственным канцлером А. М. Черкасским, кабинет-министром А. П. Волынским, князьями Ф. И. Голицыным, А. Ю. Трубецким и В. П. Голицыным.
Три младшие ветви рода происходят от двоюродных дядей царицы Натальи Кирилловны — Алексея Фомича, Григория Филимоновича и Ивана Ивановича Нарышкиных.

## Борьба с Милославскими
В годы царствования Фёдора Алексеевича развернулась острая борьба между партиями Нарышкиных и Милославских (род, к которому принадлежала мать царя). Пока государством фактически управлял А. С. Матвеев, Нарышкины продолжали оставаться в фаворе, но после того, как Милославские добились отправки Матвеева в ссылку, Нарышкины постепенно были удалены от двора.
В двухнедельный период между смертью царя Фёдора Алексеевича и апогеем стрелецкого бунта (24 апреля — 14 мая 1682 года) избрание Петра на царствование вновь привело Нарышкиных к возвышению: четверо вернулись из ссылки, девять были пожалованы в стольники. Василий Фёдорович (ум. 1702) назван близким человеком и стольником, брат царицы Иван Кириллович (1658—1682) пожалован в бояре и оружейные. Кульминация противостояния пришлась на май 1682 года, когда восставшими стрельцами были зверски убиты Фёдор и Василий Филимоновичи, Иван-Пётр Фомич, Иван и Афанасий Кирилловичи; 18 мая выборные люди от всех приказов били челом, чтобы деда Петра I, Кирилла Полуэктовича, постричь в монахи; царь приказал сделать это в Чудовом монастыре и с именем Киприан выслать в Кириллов монастырь; 20 мая били челом, чтобы царь сослал остальных Нарышкиных.
В первое время после свержения правительницы Софьи родственники Натальи Кирилловны получили неограниченное влияние на государственные дела. Даже близкие к Петру люди вспоминали об этом времени с сожалением:

[Наталья Кирилловна] вручила правление всего государства брату своему, боярину Льву Нарышкину, и другим министрам… Правление оной царицы Натальи Кирилловны было весьма непорядочное, и недовольное народу, и обидимое. И в то время началось неправое правление от судей, и мздоимство великое, и кража государственная, которое доныне продолжается с умножением, и вывесть его язву трудно.— Б. И. Куракин, свояк Петра I

## Основные представители

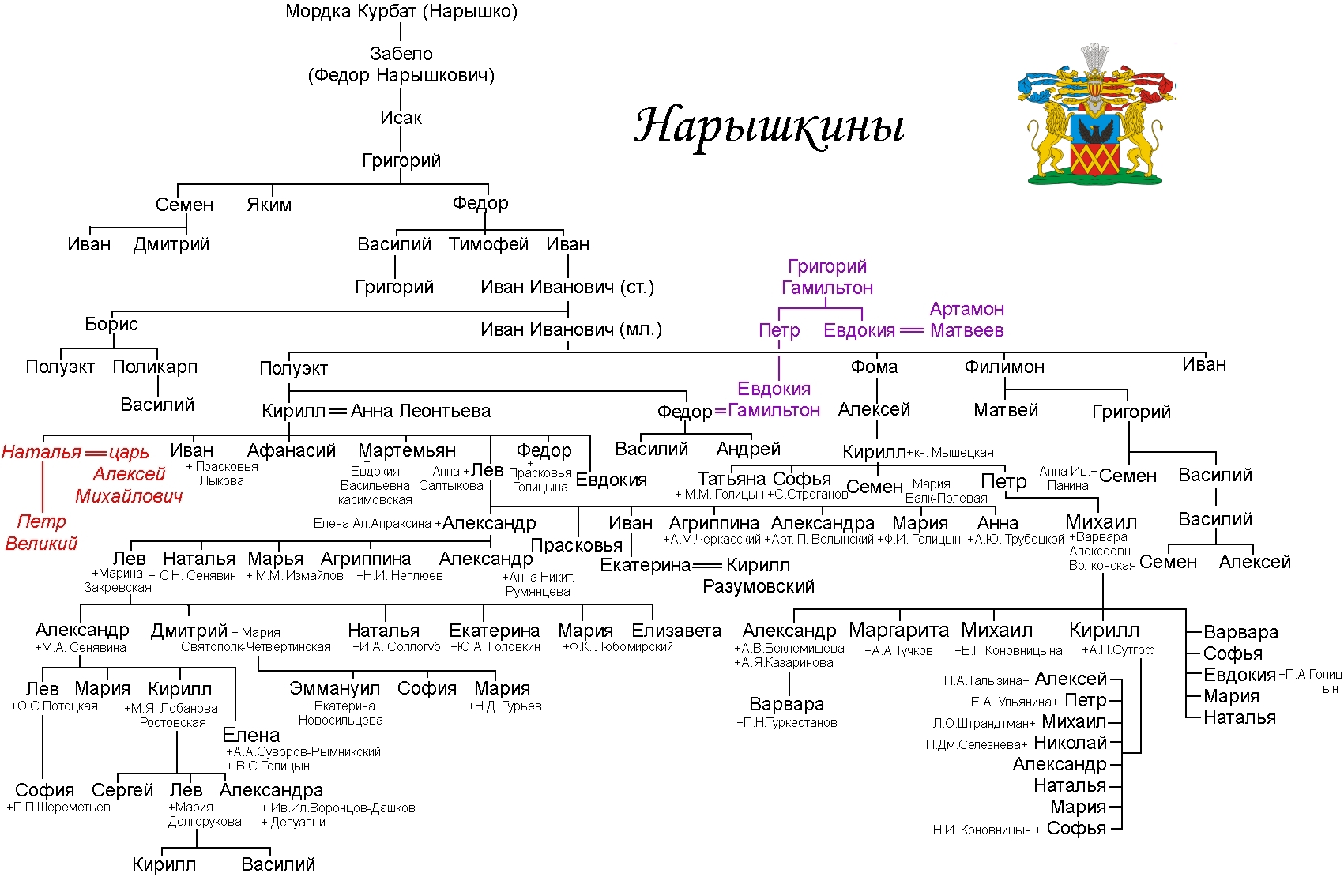
Генеалогическое дерево Нарышкиных

- Полуэкт Иванович Нарышкин, тарусский помещик, погиб при осаде Смоленска в 1633 году.
  - Фёдор Полуэктович, воевода в Архангельске (ум. 1676); женат на Евдокии Хомутовой
    - Василий Фёдорович, окольничий, боярин (1682)
    - Андрей Фёдорович, комнатный стольник царя Петра Алексеевича, воевода в Тобольске (1693—1698)[8]

  - Кирилл Полуэктович, брат предыдущего; женат на Анне Леонтьевой
    - Наталья Кирилловна, царица, дочь предыдущего
    - Мартемьян Кириллович, её брат, боярин, владелец села Троице-Лыково
    - Лев Кириллович — брат двух предыдущих, боярин, начальник Посольского приказа (1698—1702).
      - Агриппина Львовна, дочь предыдущего, жена государственного канцлера А. М. Черкасского.
      - Александр Львович — её брат, директор Морской академии, президент штатс-конторы, при Петре II лишён чинов и сослан в деревни, при Анне Иоанновне — президент Коммерц-коллегии.
        - Александр Александрович — сын предыдущего, обер-шенк.
        - Лев Александрович — его брат, обер-шталмейстер, один из приближенных Екатерины II.
          - Дмитрий Львович Нарышкин — сын предыдущего, обер-егермейстер, муж Марии Четвертинской, фаворитки императора Александра I
            - Эммануил Дмитриевич (1813—1901) — сын предыдущего, обер-камергер; молва называла его отцом Александра I.

          - Александр Львович — брат Дмитрия, обер-камергер, директор императорских театров, муж Марии Алексеевны Сенявиной Дж. Доу. Жена К. А. Нарышкина с детьми (1823)

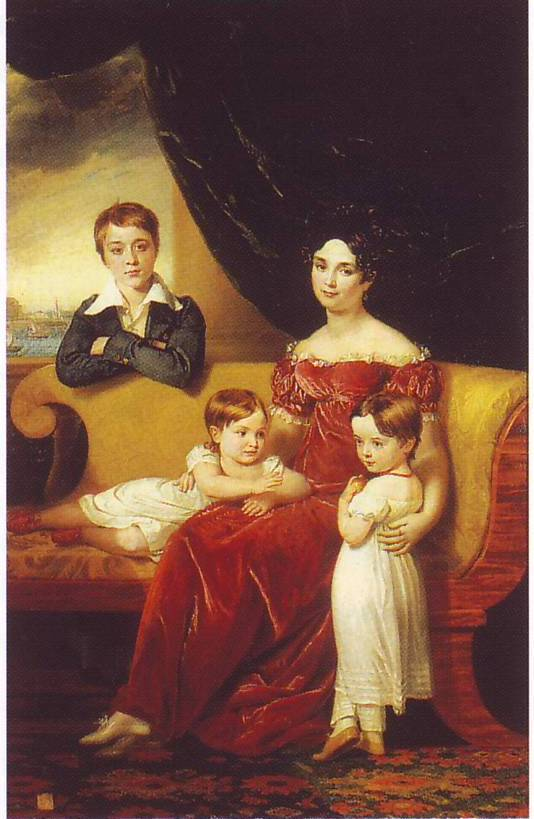
Дж. Доу. Жена К. А. Нарышкина с детьми (1823)

            - Лев Александрович (1785—1846), сын предыдущего, участник Наполеоновских войн, муж Ольги Потоцкой, устроитель дворца на Фонтанке
            - Елена Александровна (1785—1855), жена князя Аркадия Суворова
            - Кирилл Александрович (1786—1838), обер-гофмейстер, действительный тайный советник, муж Марии Лобановой-Ростовской

      - Нарышкин, Иван Львович (1700—1734), младший сын Льва Кирилловича, капитан флота; женат на одной из дочерей Кирилла Алексеевича (ниже).
        - Нарышкина, Екатерина Ивановна (1729—1771), дочь предыдущего, богатейшая наследница своего времени, жена графа Кирилла Разумовского.
- Фома Иванович Нарышкин, брат Полуэкта.
  - Кирилл Алексеевич, его внук, московский генерал-губернатор, первый комендант Санкт-Петербурга; его именем назван Нарышкинский бастион Петропавловской крепости.
    - Семён Кириллович, генерал-аншеф, посланник в Лондоне, создатель моды на роговую музыку, сын предыдущего.
    - Пётр Кириллович, камергер, брат предыдущего.
      - Михаил Пётрович, сын предыдущего, подполковник, владелец усадьбы Богородское-Воронино.
        - Кирилл Михайлович, его сын, генерал.
        - Михаил Михайлович, брат предыдущего, декабрист.
        - Маргарита, их сестра, вдова генерала Тучкова

      - Павел Пётрович, камергер, сын Петра Кирилловича.
        - Дмитрий Павлович, его сын, камергер.
        - Константин Павлович, брат предыдущего, камергер.
          - Дмитрий Константинович, его сын, камергер.

      - Пётр Пётрович, майор гвардии, сын Петра Кирилловича.
        - Пётр Пётрович, его сын, сенатор и тайный советник.
        - Наталья, сестра предыдущего, жена князя С. Б. Куракина.
        - Екатерина, жена князя В. А. Хованского

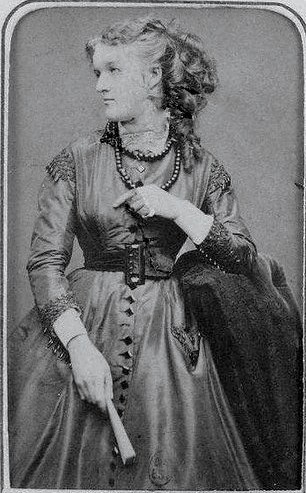
Надежда Нарышкина, жена Дюма-сына

- Филимон Иванович (? —1653), брат Полуэкта, тарусский сын боярский.
  - Матвей — сын предыдущего, стольник, носил шутовской сан первого патриарха «всепьянейшего собора»
  - Григорий, брат предыдущего, боярин, верхотурский воевода.
    - Ирина, дочь предыдущего, жена фельдмаршала И. Ю. Трубецкого
    - Семён, брат предыдущей, генерал-аншеф.
      - Василий Васильевич, племянник предыдущего, генерал-поручик
        - Семён, сын предыдущего, литератор
        - Алексей, брат предыдущего, псковский наместник, сенатор

      - Сергей Михайлович, племянник Семёна Григорьевича, генерал-майор
        - Василий, сын предыдущего, генерал-майор, владелец усадьбы Игнатовское
          - Иван, сын предыдущего, статский советник
            -               - Александр Алексеевич, внук предыдущего, подольский губернатор

          - Дмитрий, сын Василия Сергеевича, таврический губернатор
            -               - Кирилл Анатольевич, внук предыдущего, генерал-майор, начальник Военно-походной канцелярии.
- Иван Иванович, брат Полуэкта.
  -     - Иван Иванович, его внук[уточнить], окольничий.
      - Прасковья Ивановна, дочь предыдущего, жена князя С. Д. Голицына.
      - Иван Иванович, комнатный стольник, женат на Анастасии Александровне Милославской.
        - Александр Иванович, его сын, тайный советник, женат на дочери фельдмаршала Н. Ю. Трубецкого
          - Иван, сын предыдущего, обер-церемониймейстер; муж баронессы Екатерины Александровны Строгановой
          - Дмитрий Иванович, двоюродный брат предыдущего, надворный советник; женат на княжне Прасковье Николаевне Долгорукой
            - Иван, его сын, камергер, женат на Варваре Николаевне Ладомирской, дочери графини Е. П. Строгановой. Их дети:
              - Дмитрий, полковник лейб-гвардии Кавалергардского полка.
              - Зинаида, жена князя Б. Н. Юсупова

## Титул

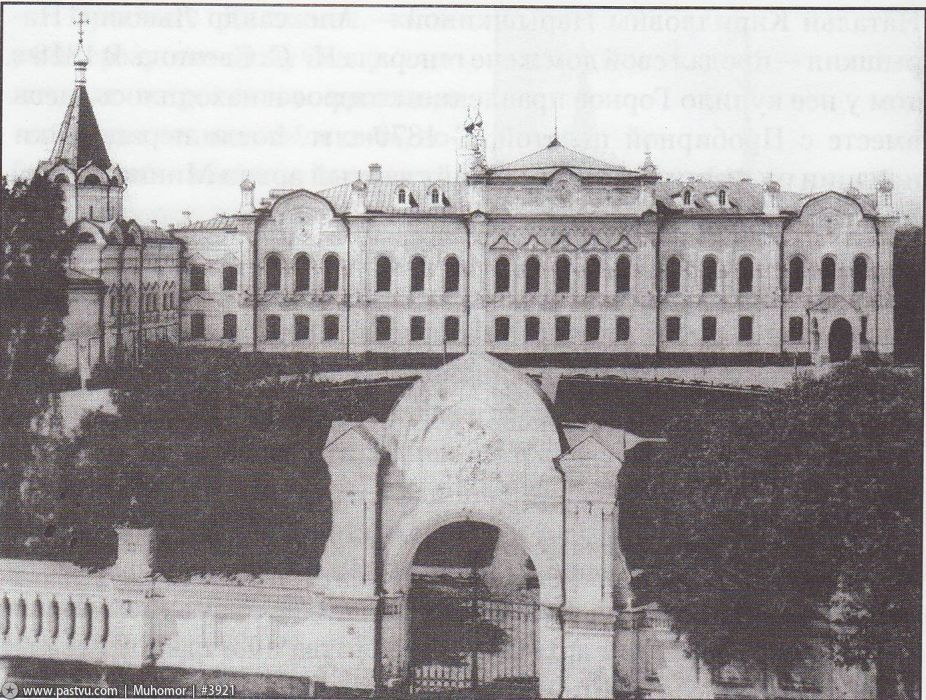
Московские палаты Нарышкиных (на углу Моховой и Воздвиженки)

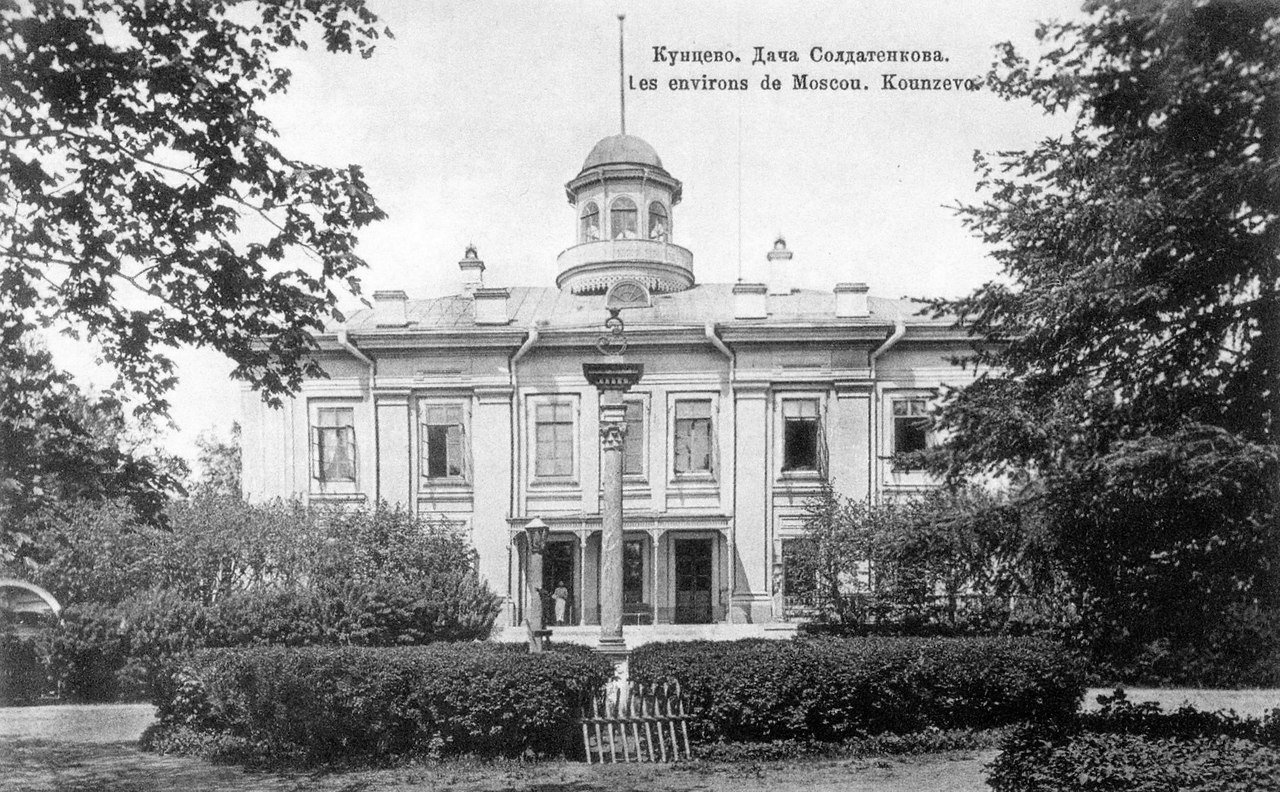
Подмосковная усадьба Нарышкиных «Кунцево»

За границей Нарышкины, чтобы подчеркнуть свой статус, нередко именовали себя князьями или графами. Эти титулы иногда некритично воспроизводятся и современными авторами. В реальности Нарышкины относились к нетитулованному дворянству, занимая среди этой группы первенствующее положение. Связано это с тем, что пожалование княжеских титулов до правления Павла I носило исключительный характер, а графский титул Нарышкины ввиду своего близкого родства с императорской фамилией принять считали ниже своего достоинства и реального положения:

Известно, что разными государями предлагались Нарышкиным различные титулы, от которых они решительно отказывались, мотивируя тем, что не хотят быть ниже светлейшего князя А. Д. Меншикова.

## Нарышкинский клад
27 марта 2012 года в Санкт-Петербурге во время реставрационных работ в особняке Нарышкиных (ул. Чайковского, 29; в 1875 году дом приобрёл Василий Нарышкин, перестройку дома произвёл архитектор Р. А. Гёдике) найден самый крупный в истории Петербурга клад. В частности, в нём оказалось несколько больших сервизов с гербом Нарышкиных. С 4 июня 2012 года 300 самых интересных предметов выставляются в Константиновском дворце. Согласно проведённой оценке, стоимость клада составляет 189 млн руб. На окончательную стоимость клада повлияло то, что все эти предметы объединены принадлежностью к одной семье и коллекция имеет подтверждённый провенанс. Содержимое клада является эталонным с исторической точки зрения: оно даёт представление о быте аристократических семей и о господствующих вкусах той эпохи.
В марте 2019 года клад (в общей сложности две тысячи экспонатов) был перевезен в Царское Село с тем, чтобы после завершения реставрации Александровского дворца войти в его экспозицию. Но для посетителей музея-заповедника в Екатерининском дворце в декабре 2019 года открылась временная выставка «Фамильное серебро дворянского рода. Клад из особняка Нарышкиных», где представлено больше семисот золотых и серебряных предметов рубежа XVIII-XX веков.